# 兰德福格特
兰德福格特（德語：Landvoigt)，可以指：
- 贝恩德·兰德福格特（德語：Bernd Landvoigt，1951年3月23日－）：德国男子赛艇运动员。
- 约尔格·兰德福格特（德語：Jörg Landvoigt，1951年3月23日－）：德国男子赛艇运动员。
- 伊克·兰德福格特（德語：Ike Landvoigt，1973年9月19日－）：德国男子赛艇运动员。

|  | 本页或本分段罗列了姓氏为「兰德福格特」的人物。 如果是一个指代特定个人的内链将您引导到本页，請考慮修正該人物的名字以將链接指向正確的條目。 |